# Marianne Thalmann
Marianne Thalmann (* 27. April 1888 in Linz, Österreich-Ungarn als Anna Thalmann; † 5. Oktober 1975 in München) war eine österreichische Germanistin.

## Leben
Thalmann besuchte die Volksschule in Kremsmünster sowie das Mädchenlyzeum in Linz. Danach studierte sie zunächst als außerordentliche Hörerin Germanistik und Französisch an den Universitäten Graz, Besançon und Wien, außerdem besuchte sie 1913 eine Malklasse bei Oskar Kokoschka. 1917 holte sie am Mädchen-Reformrealgymnasium Dr. Wesely ihre Matura nach und promovierte – nun als ordentliche Hörerin – 1918 bei Walther Brecht in Wien. 1924 habilitierte sie sich für „Neuere deutsche Literaturgeschichte“.
Von 1910 bis 1923 unterrichtete sie an verschiedenen Wiener Lyzeen und auch an einem Wiener Realgymnasium, sie war außerdem im Wohlfahrtswerk von Eugenie Schwarzwald und im Wiener Abrechnungsamt tätig. Sie veröffentlichte außerdem Gedichte (Meine Verse, 1910) und ein „Legendenspiel“ (Ami und Amil, 1915).
1933 erhielt sie als erste österreichische Germanistin eine außerordentliche Titularprofessur an der Universität Wien. Noch im selben Jahr trat sie eine Professur (zunächst Associate Professor, ab 1940 Full Professor) am Wellesley College, einem renommierten Frauen-College, an. Die Emigration in die Vereinigten Staaten erfolgte, weil eine weitere Karriere an österreichischen Universitäten für Frauen kaum möglich schien und „war damit – trotz anderslautender Aussagen – nicht politisch oder ‚rassisch‘ begründet, sondern folgte karrierestrategischen Erwägungen“. Politisch war Thalmann deutschnational gesinnt.
Nach ihrer Emeritierung 1953 übersiedelte Thalmann 1962 nach München, wo sie 1975 starb.
Der Historiker Julius Strnadt war ihr Großvater.

## Werk
Thalmann widmete sich vor allem der Erforschung der deutschen Romantik, speziell dem Schriftsteller Ludwig Tieck, dem sie schon ihre Dissertation 1918 gewidmet hatte und dessen Werk sie im Anschluss an zwei Monographien in einer kommentierten Ausgabe in vier Bänden herausgab. Sie brachte den Begriff „Trivialliteratur“ in die wissenschaftliche Terminologie ein. Zudem widmete sie sich auch der Gegenwarts- und Weltliteratur.

## Werke

### Literarische Werke
- Meine Verse. Volger, Leipzig 1910
- Ami und Amil. Ein Legendenspiel. Xenien, Leipzig 1915.

### Wissenschaftliche Werke
- Gestaltungsfragen der Lyrik. Hueber, München 1925.
- Probleme der Dämonie in Ludwig Tiecks Schriften. Duncker, Weimar 1919.
- Der Trivialroman des 18. Jahrhunderts und der romantische Roman. Ebering, Berlin 1923.
- Gestaltungsfragen der Lyrik. Hueber, München 1925.
- Henrik Ibsen, ein Erlebnis der Deutschen. Elwert, Marburg 1928.
- Die Anarchie im Bürgertum. Ein Beitrag zur Entwicklungsgeschichte des liberalen Dramas. G. Müller, München 1932.
- J. W. Goethe. Amandus, Wien 1948.
- Ludwig Tieck. Der romantische Weltmann aus Berlin. München, Lehnen 1955.
- Ludwig Tieck, der Heilige von Dresden. de Gruyter, Berlin 1960.
- Das Märchen und die Moderne. Kohlhammer, Stuttgart 1961. (englisch: The romantic Fairy Tale. University of Michigan Press, Ann Arbor 1964.)
- Romantik und Manierismus. Kohlhammer, Stuttgart 1963.
- Romantiker entdecken die Stadt. Nymphenburger, München 1965.
- Das Märchen und die Moderne. Kohlhammer, Stuttgart 1966.
- Zeichensprache der Romantik. Stiehm, Heidelberg 1967. (englisch: The literary Sign Language of German romanticism. Wayne State University Press, Detroit 1972.)
- Romantiker als Poetologen. Stiehm, Heidelberg 1970.
- Die Romantik des Trivialen. List, München 1970.
- Provokation und Demonstration in der Komödie der Romantik. Schmidt, Berlin 1974.
- Romantik in kritischer Perspektive. Stiehm, Heidelberg 1976.